# Marjanske (Myrhorod)
Marjanske (ukrainisch Мар'янське; russisch Марьянское Marjanskoje) ist ein Dorf im Zentrum der ukrainischen Oblast Poltawa mit etwa 250 Einwohnern (2001).

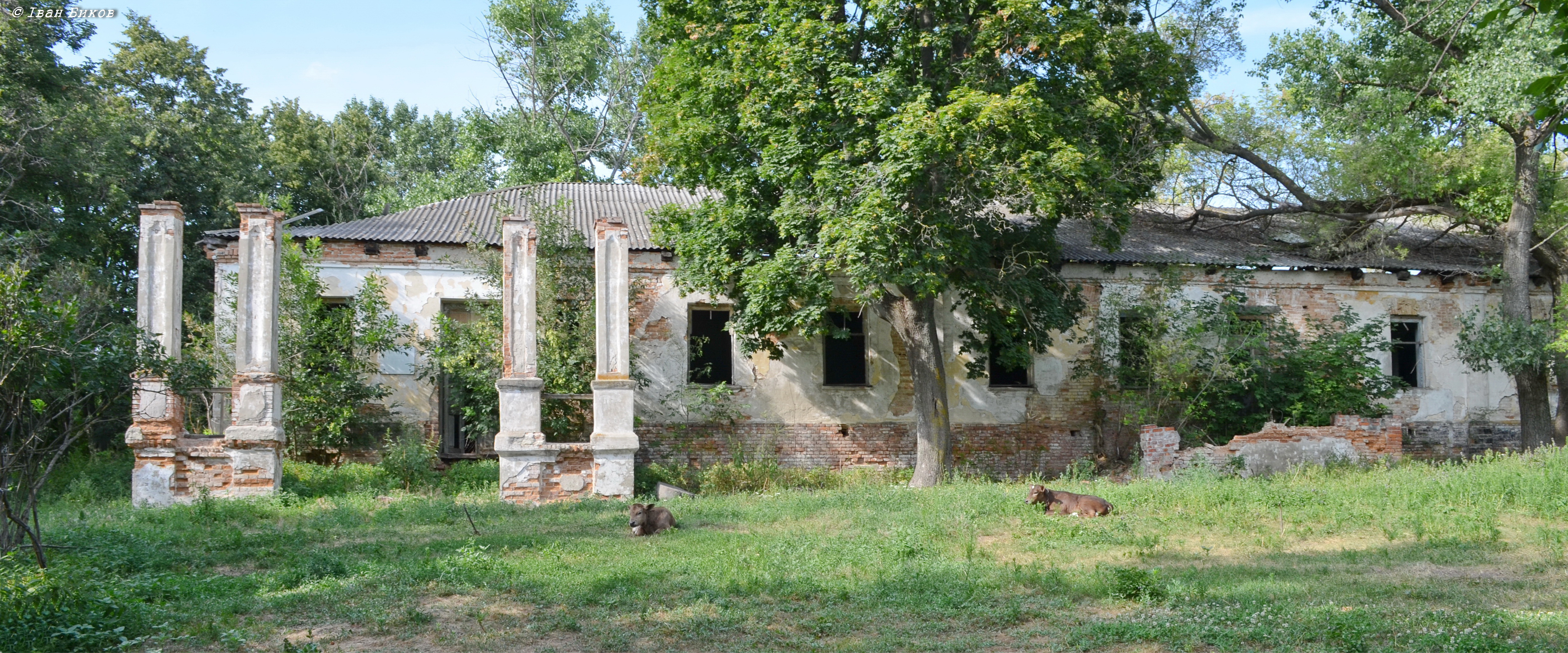
Schloss im Ort

Die Ortschaft liegt am rechten Ufer der Wownjanka (Вовнянка), einem 17 km langen, rechten Nebenfluss des Psel, 4 km westlich vom ehemaligen Gemeindezentrum Mychajliwka, 19 km südöstlich der Stadt Myrhorod, 21 km nördlich vom ehemaligen Rajonzentrum Welyka Bahatschka und 95 km nordwestlich vom Oblastzentrum Poltawa.
Taras Schewtschenko war im Frühjahr und Herbst 1845 in Marjanske zu Gast bei dem pensionierten Major, Landbesitzer und Adelsmarschall des Bezirks Mirgorod des Gouvernement Poltawa Oleksandr Lukjanowitsch (Олександр Андрійович Лук'янович; 1803–1879) und malte dort Landschafts- und Porträtbilder.
Im Dorf steht die Schewtschenko-Eiche, ein etwa 400 Jahre altes botanisches Naturdenkmal von lokaler Bedeutung.
Am 12. Juni 2020 wurde das Dorf ein Teil der Siedlungsgemeinde Hoholewe, bis dahin war es Teil der Landratsgemeinde Mychajliwka (Михайлівська сільська рада/Mychajliwska silska rada) im Norden des Rajons Welyka Bahatschka.
Am 17. Juli 2020 kam es im Zuge einer großen Rajonsreform zum Anschluss des Rajonsgebietes an den Rajon Myrhorod.